# Unterseeboot 38 (1938)
Pour les articles homonymes, voir Unterseeboot 38.
Le Unterseeboot 38 (ou U-38) est un sous-marin allemand (U-Boot) de type IX construit pour la Kriegsmarine pendant la Seconde Guerre mondiale.
Il est commandé dans le cadre du plan Z le 29 juillet 1936 en violation du traité de Versailles qui proscrit la construction de ce type de navire par l'Allemagne.

## Historique
Avant le début de la guerre, il est affecté à la flottille de combat Unterseebootsflottille Handius à Kiel jusqu'à la dissolution de la flottille en décembre 1939. L'U-38 rejoint alors la 2. Unterseebootsflottille à Wilhelmshaven, puis à Lorient du 3 septembre 1940 au 30 novembre 1941.
Il réalise sa première patrouille de combat en quittant le port de Wilhelmshaven le 19 août 1939 sous les ordres du Kapitänleutnant Heinrich Liebe. Après trente-et-un jours en mer et un palmarès de deux navires coulés pour un total de 16 698 tonneaux, il retourne à Wilhelmshaven le 18 septembre 1939.
L'Unterseeboot 38 effectue onze patrouilles au cours desquelles il coule trente-cinq navires marchands pour un total de 188 967 tonneaux et endommage un autre navire marchand de 3 670 tonneaux, en 411 jours de mer.
Après sa onzième patrouille, l'U-Boot est déclassé et affecté à Mémel alors en Allemagne (aujourd'hui en Lituanie) rejoindre la 24. Unterseebootsflottille comme navire-école pour l'entraînement des équipages jusqu'au 31 mars 1942, puis la 21. Unterseebootsflottille à Pillau en Prusse-Orientale toujours comme navire-école.

Le 1er décembre 1943, il rejoint sa nouvelle base à Stettin dans la 4. Unterseebootsflottille comme navire expérimental, tâche qu'il assume par la suite au sein de la 5. Unterseebootsflottille à Kiel à partir du 1er mars 1945.
Répondant à l'ordre donné par l'Amiral Karl Dönitz dans l'Opération Regenbogen, l'U-38 est sabordé le 5 mai 1945 par son équipage à l'ouest de Wesermünde à la position géographique de 53° 34′ N, 8° 32′ E.

Après la guerre, il est renfloué, puis démoli en 1948.

## Affectations successives
- Unterseebootsflottille Handius du 31 août 1939 au 31 décembre 1939 (service actif)
- 6. Unterseebootsflottille du 1er septembre 1939 au 31 décembre 1939 (service actif)
- 2. Unterseebootsflottille du 1er janvier 1940 au 30 novembre 1941 (service actif)
- 24. Unterseebootsflottille du 1er décembre 1941 au 31 mars 1942 (entrainement)
- 21. Unterseebootsflottille du 1er avril 1942 au 30 novembre 1943 (navire-école)
- 4. Unterseebootsflottille du 1er décembre 1943 au 28 février 1945 (navire-école)
- 5. Unterseebootsflottille du 1er mars 1945 au 5 mai 1945 (navire d'essai)

## Commandement
- Kapitänleutnant Heinrich Liebe du 24 octobre 1938 au 22 juillet 1941
- korvettenkapitän Heinrich Schuch du 15 juillet 1941 au 6 janvier 1942
- Oberleutnant zur See Ludo Kregelin de janvier 1942 à janvier 1943 par délégation
- Oberleutnant zur See Helmut Laubert du 5 janvier 1943 au 22 août 1943
- Oberleutnant zur See Paul Sander du 23 août 1943 au 14 décembre 1943
- Oberleutnant zur See Goske von Möllendorff du 16 décembre 1943 à décembre 1943
- Oberleutnant zur See Herbert Kühn de janvier 1944 au 14 avril 1944
- Korvettenkapitän Georg Peters du 15 avril 1944 au 5 mai 1945

## Patrouilles
|       | Commandant            | Départ            | Départ        | Arrivée           | Arrivée       | Jours     | Succès    |
| ----- | --------------------- | ----------------- | ------------- | ----------------- | ------------- | --------- | --------- |
| 1     | Kptlt. Heinrich Liebe | 19 août 1939      | Wilhelmshaven | 18 septembre 1939 | Wilhelmshaven | 31 jours  | 16 698    |
| 2     | Kptlt. Heinrich Liebe | 14 novembre 1939  | Wilhelmshaven | 16 décembre 1939  | Wilhelmshaven | 53 jours  | 13 269    |
| 3     | Kptlt. Heinrich Liebe | 26 février 1940   | Wilhelmshaven | 5 avril 1940      | Wilhelmshaven | 40 jours  | 15 849    |
| 4     | Kptlt. Heinrich Liebe | 8 avril 1940      | Wilhelmshaven | 27 avril 1940     | Wilhelmshaven | 20 jours  |           |
| 5     | Kptlt. Heinrich Liebe | 6 avril 1940      | Wilhelmshaven | 2 juillet 1940    | Wilhelmshaven | 27 jours  | 30 353    |
| 6     | Kptlt. Heinrich Liebe | 1er août 1940     | Wilhelmshaven | 3 septembre 1940  | Lorient       | 34 jours  | 15 001    |
| 7     | Kptlt. Heinrich Liebe | 25 septembre 1940 | Lorient       | 24 octobre 1940   | Lorient       | 30 jours  | 35 905    |
| 8     | Kptlt. Heinrich Liebe | 18 décembre 1940  | Lorient       | 22 janvier 1940   | Lorient       | 36 jours  | 16 583    |
| 9     | Kptlt. Heinrich Liebe | 9 avril 1941      | Lorient       | 29 juin 1941      | Lorient       | 82 jours  | 47 279    |
| 10    | Heinrich Schuch       | 6 août 1941       | Lorient       | 14 septembre 1941 | Lorient       | 40 jours  | 1 700     |
| 11    | Heinrich Schuch       | 15 octobre 1941   | Lorient       | 21 novembre 1941  | Bergen        | 38 jours  |           |
|       | Heinrich Schuch       | 23 novembre 1941  | Bergen        | 29 novembre 1941  | Stettin       | 7 jours   |           |
| Total | Total                 | Total             | Total         | Total             | Total         | 411 jours | 192 637 t |

Note : Kptlt. = Kapitänleutnant

Nota: Les noms de commandants sans indication de grade signifie que leur grade n'est pas connu avec certitude à notre époque (2013) à la date de la prise de commandement.

### Opérations Wolfpack
L'U-38 a opéré avec les Wolfpacks (meute de loups) durant sa carrière opérationnelle:
1. Prien (12 juin 1940 - 17 juin 1940)
2. Grönland (10 août 1941 - 27 août 1941)
3. Markgraf (27 août 1941 - 3 septembre 1941)
4. Schlagetot (20 octobre 1941 - 1er novembre 1941)
5. Raubritter (1er novembre 1941 - 11 novembre 1941)

## Navires coulés
L'Unterseeboot 38 a coulé 35 navires marchands pour un total de 188 967 tonneaux et a endommagé 1 navire marchand de 3 670 tonneaux au cours des 11 patrouilles (411 jours en mer) qu'il effectua.
| Navires coulés par le U-38 |                      |                 |         |                                                      |
| Date                       | Navire               | pavillon        | Tonnage | Fait et position                                     |
| 6 septembre 1939           | Manaar               | Grande-Bretagne | 7 242   | Coulé au 38° 28′ N, 10° 50′ O                        |
| 11 septembre 1939          | Inverliffey          | Grande-Bretagne | 9 456   | Coulé au 48° 14′ N, 11° 48′ O                        |
| 7 décembre 1939            | Thomas Walton        | Grande-Bretagne | 4 460   | Coulé au 67° 52′ N, 14° 28′ E                        |
| 11 décembre 1939           | Garoufalia           | Grèce           | 4 708   | Coulé au 64° 36′ N, 10° 42′ E                        |
| 13 décembre 1939           | Deptford             | Grande-Bretagne | 4 101   | Coulé au 62° 15′ N, 5° 08′ E                         |
| 9 mars 1940                | Leukos               | Irlande         | 216     | Coulé au 55° 20′ N, 8° 45′ O                         |
| 17 mars 1940               | Argentina            | Danemark        | 5 375   | Coulé au 60° 47′ N, 0° 30′ O                         |
| 21 mars 1940               | Algier               | Danemark        | 1 654   | Coulé au 60° 17′ N, 2° 49′ O                         |
| 21 mars 1940               | Christiansborg       | Danemark        | 3 270   | Coulé au 60° 17′ N, 2° 49′ O                         |
| 26 mars 1940               | Cometa               | Norvège         | 3 794   | Coulé au 60° 06′ N, 4° 36′ O                         |
| 2 avril 1940               | Signe                | Finlande        | 1 540   | Coulé au 58° 52′ N, 1° 31′ O                         |
| 14 juin 1940               | Mount Myrto          | Grèce           | 5 403   | Coulé au 50° 03′ N, 10° 05′ O                        |
| 15 juin 1940               | Erik Boye            | Canada          | 2 238   | Coulé au 50° 37′ N, 8° 44′ O pendant le convoi HX 47 |
| 15 juin 1940               | Italia               | Norvège         | 9 973   | Coulé au 50° 37′ N, 8° 44′ O pendant le convoi HX 47 |
| 20 juin 1940               | Tilia Gorthon        | Suède           | 1 776   | Coulé au 48° 32′ N, 6° 20′ O                         |
| 21 juin 1940               | Luxembourg           | Belgique        | 5 809   | Coulé au 47° 25′ N, 4° 55′ O                         |
| 22 juin 1940               | Neion                | Grèce           | 5 154   | Coulé au 47° 09′ N, 4° 17′ O                         |
| 7 août 1940                | Mohamed Ali El-Kebir | Grande-Bretagne | 7 529   | Coulé au 55° 22′ N, 13° 18′ O                        |
| 11 août 1940               | Llanfair             | Grande-Bretagne | 4 966   | Coulé au 54° 48′ N, 13° 46′ O                        |
| 31 août 1940               | Har Zion             | Grande-Bretagne | 2 508   | Coulé au 56° 20′ N, 10° 00′ O                        |
| 1er octobre 1940           | Highland Patriot     | Grande-Bretagne | 14 172  | Coulé au 52° 20′ N, 19° 04′ O                        |
| 17 octobre 1940            | Aenos (en)           | Grèce           | 3 554   | Coulé au 59° 00′ N, 13° 00′ O                        |
| 18 octobre 1940            | Carsbreck            | Grande-Bretagne | 3 670   | Endommagé au 36° 20′ N, 10° 50′ O                    |
| 19 octobre 1940            | Bilderdijk           | Pays-Bas        | 6 856   | Coulé au 56° 35′ N, 17° 15′ O                        |
| 19 octobre 1940            | Matheran             | Grande-Bretagne | 7 653   | Coulé au 57° 00′ N, 17° 00′ O                        |
| 27 décembre 1940           | Waiotira             | Grande-Bretagne | 12 823  | Coulé au 58° 10′ N, 16° 56′ O                        |
| 31 décembre 1940           | Valparaiso           | Suède           | 3 760   | Coulé au 60° 01′ N, 23° 00′ O                        |
| 4 mai 1941                 | Japan                | Suède           | 5 230   | Coulé au 9° 50′ N, 17° 50′ O                         |
| 5 mai 1940                 | Queen Maud           | Grande-Bretagne | 4 976   | Coulé au 7° 54′ N, 16° 41′ O                         |
| 23 mai 1940                | Berhala              | Pays-Bas        | 6 622   | Coulé au 9° 50′ N, 17° 50′ O                         |
| 24 mai 1941                | Vulcain              | Grande-Bretagne | 4 362   | Coulé au 9° 20′ N, 15° 35′ O                         |
| 29 mai 1941                | Tabaristan           | Grande-Bretagne | 6 251   | Coulé au 6° 32′ N, 15° 23′ O                         |
| 30 mai 1941                | Empire Protector     | Grande-Bretagne | 6 181   | Coulé au 6° 00′ N, 14° 25′ O                         |
| 31 mai 1941                | Rinda                | Norvège         | 6 029   | Coulé au 6° 52′ N, 15° 14′ O                         |
| 8 juin 1941                | Kingston Hill        | Grande-Bretagne | 7 628   | Coulé au 9° 35′ N, 29° 40′ O                         |
| 18 août 1941               | Longtaker            | Panama          | 1 700   | Coulé au 61° 25′ N, 30° 50′ O                        |

### Référence
1. ↑  (en) « Uboat.net », sur uboat.net (consulté le 11 avril 2023).

### Source
- (en) Cet article est partiellement ou en totalité issu de l’article de Wikipédia en anglais intitulé « German submarine U-38 (1938) » (voir la liste des auteurs).